# とらいあんぐるハート3 リリカルおもちゃ箱
『とらいあんぐるハート3 リリカルおもちゃ箱』はivoryが制作しJANISから2001年6月29日に発売された18禁恋愛アドベンチャーゲーム作品であり、『とらいあんぐるハート3 〜Sweet Songs Forever〜』のファンディスクである。
キャッチフレーズは「たいせつなもの、なんですか……?」

## 魔法少女リリカルなのは

### 概要
『3』本編の後日談を描いたミニシナリオ。『3』のいわゆるスピンオフであるが、非現実が一般的なとらハの世界観を土台に持つため、魔法少女ものであるものの本作限りのパラレルワールドなどではなく正史に自然に溶け込める外伝的な作りになっている。
のちのテレビアニメ作品『魔法少女リリカルなのは』シリーズの狭義の原作でもあるが、テレビアニメ版とはほぼ別物である。原作者の都築真紀も当時のビジュアルファンブック内で自身の魔法少女観を“「ヒロイックでドラスティックな魔法物語」ではなくて、魔法と出会った平凡な少女が色々な経験を通して少しずつ「大人」へと成長していく物語”と語っているように、スペクタクルよりハートフルな精神性に重きが置かれている。
ミニシナリオであるが中編ほどの長さを有し、とらハ3.5と言えるほどのボリュームがある。物語は全14章で構成されており、それぞれには「第〇〇話」とサブタイトルが付けられている。視点人物は基本的には主人公のなのはだが、時折「クロノ's view」や「恭也's view」のように視点キャラクターが切り替わる、アニメ作品を意識したような構成をとっている。そのため本作では恭也の立ち絵が追加された。なお、視点人物となったキャラクターは内面描写が入るかわりに立ち絵が表示されない仕様となっている。
もともとは『3』本編のおまけとして組み込まれた『CMスポット』というジョーク企画だったが、ファンから制作を希望する声が多くあがり、それに答える形で制作された。すなわち『3』本編のキャラクターを使って『カードキャプターさくら』に代表される当時の魔法少女フォーマットを用いたパロディ風のストーリーを展開しつつ『3』本編を補完するという、言わばお祭り企画のようなものだった。そのため『3』本編をよく知らないままプレーしても「知らないキャラの身の上話」（と「CCさくらのパロディ」）にしかならない。
上記のように本作では「『3』本編の補完」と「なのはとクロノの恋愛」を主軸に物語が展開される。後者については主役が年端も行かない少年少女であるため恋愛の進展から成就、エンディングに至るまで一度も性的描写が使用されない、非常にプラトニックなものとなっている。ただし『3』本編の補完が随所に折り込まれている関係で、（なのは以外の）性的描写が一部使用されている。高町なのはの所謂「攻略」はクリア後に出現する成長後の後日談「第十四話」において軽く触れられる程度である。
さらにクリア後に『とらいあんぐるハート3 〜Sweet Songs Forever〜』発売前キャラクター人気投票の結果発表と、本編中で恭也を適切に動かすことで恭也によるフィリス攻略ルートである番外編「フィリス先生の仕返しなの?」およびその後日談「フィリス・その後」も追加される。

### ストーリー
高町家の末妹・高町なのははある日、不思議な赤い宝石を拾う。それが、「たいせつなもの」を巡る無垢な少女と謎の少年の運命の物語の始まりだった。

### 登場人物
下記以外の人物については『とらハ3』本編の登場人物を参照のこと。なお、テレビアニメ版の登場人物については魔法少女リリカルなのはシリーズの登場人物を参照のこと。
高町 なのは（たかまち なのは）
声：北都南
本作の主人公。詳しくはとらいあんぐるハート3 〜Sweet Songs Forever〜#高町なのはを参照のこと。なお、テレビアニメ版に関しては高町なのはを参照のこと。
久遠（くおん）
声：音乃菜摘
魔法少女としてのなのはのパートナー。詳しくはとらいあんぐるハート3 〜Sweet Songs Forever〜#久遠を参照のこと。
リンディ・ハラオウン
声：姫乃彩
平行世界・ミッドチルダの元最高行政官（本人曰く「ただの雑務系のリーダー」）。なのはに魔法の力を与えた人物。イデアシードの回収、そして後に来たる大きな災いを回避すべく人間界に訪れる。が、なのはの前に姿を現したときは身長30cm弱の妖精のような姿で、大きな魔力を持つため存在率を薄めたその状態でしか人間界にはおられず、なのはと久遠、それにクロノを除いた普通の人にはその姿を見ることもできない。万策尽きた彼女はなのはに協力を嘆願する。レイジングハートは本来彼女のもの。
本人の談では、魔法はあまり得意ではないらしい。本作中ではなのはの魔法の指導や、持参の端末を用いてイデアシードのサーチシステムを組み上げている。肝心な時におろおろしたり気絶していたり影が薄かったりする。
実はクロノの実母であり、「ヒドゥン」からミッドチルダと他の平行世界を守るべく自ら犠牲になろうとした。しかし、それを阻止しようとしたクロノによって行政官の任を解かれ、また実の親子であった記憶を封印されている。クロノがなのはと共にヒドゥンを食い止めた後、クロノの事を思い出す。そして、人間大の大きさとなって普通の人間にも見えるようになり、高町家の人々と親しくなる。その後、クロノと共にミッドチルダに帰還する。ミッドチルダに戻ってからは行政官に復職しており、クロノがこちらの世界に再訪してからは執務の合間を縫っては妖精の姿でこちらの世界へとやってきて、クロノやなのはと団欒している。
クロノが言うには行政官としての能力は非常に高く、何でもできるので何でもやってしまい、よく倒れたり寝込んだりしているらしい。
アニメ版なのはにも登場するが、クロノの母である設定と人柄を除けば大きく異なる。詳細は魔法少女リリカルなのはシリーズの登場人物#リンディ・ハラオウンを参照。
なお以前のシリーズに精通していない者にとってはリスティと名前が似ているため紛らわしいのだが、別人である。
クロノ・ハーヴェイ
声：榊上総
なのはと敵対することになる同年代の魔法使いの少年。イデアシードを使って次元災害の回避を試みる。それ故に「悲しい物も含めた記憶」を守ろうとするなのはと対立する。だが後に当初は記憶を集めている少年とクロノが同一人物だと気づかなかったなのはと任務の外で知り合い、彼女と「友達」となって恋に落ちる。ミッドチルダでは技術者の様であり、イデアシードを造り出したのも彼である。生真面目で、思い詰めると自己犠牲に走るタイプ。趣味や特技はなのはと、嗜好や気質は恭也とそれぞれ共通点がある。
悲しいことが嫌いな性格であり、そのような自分を「すごく弱い」と評している。悲しみには立ち向かったり受け入れるより「退ける」という選択を取っており、バッドエンドには「なのはを悲しませたくない」という理由で自分の存在をなのはの記憶から消し去ってしまう結末もある。他人の人生を壊すほど狂わせてしまわないよう、イデアシードのターゲットはクロノが人生で比較的不要と思う「悲しい記憶」のみに焦点を絞っている。
実はリンディの一人息子。母親と同じく何でもできて、何でも一人で背負い込んでしまうところがある。当初は、自らの消滅と引き換えに世界を救おうとしていたリンディの代わりに犠牲になり、全てを救い自分に関する痕跡を全て消してただ一人消えるつもりであった。また、幼少の頃よりヒドゥン対策に気を張っていたり自身の記憶も色々と捨ててきたためか「友達」や「大切なもの」という概念が希薄であることが劇中で繰り返し強調されている。しかし、高町家とのふれ合いやなのはとの恋をきっかけに次第にその概念を理解してゆき「全てを捨ててヒドゥンを食い止める」という決意が揺らぎ始め、終盤では計画失敗を意味するとわかっていながらも暴走した種にとり憑かれた桃子を助ける。だが、最終的にはなのはを愛するが故に自ら犠牲になろうとする。
そのように何かのために全てを捨てる性格であるため、クロノ本人は高町家の人物中では恭也よりもむしろ美沙斗が自分と最も本質が近いと語っている。
母から貰った高速計算法術杖・S2U（Song to You）は彼の大事な宝物で、全てが終わったあと、それをなのはに託し数年の別離を経て再びなのはの許に帰還する。そして、程なくなのはと身も心も結ばれる。「お正月だよ全員集合」時点ではミッドにいるため姿は見せないが、クロノの滞在中はなのはの監視の目が甘かったことから、晶とレンが彼の早期帰還を待望している。
アニメ版なのはでは、なのは達を導く先輩役としてサブキャラクター側に配置された。アニメ版では作中から恋愛要素そのものがオミットされており、なのはのライバルでなくなったためスペックの高さは本作よりも控えめなものとなり、性格もより恭也に近いものとなっている。詳細はクロノ・ハラオウン#原作との相違点を参照。

### 用語
ミッドチルダ
本作における魔法の国。最高行政官であるリンディの職場がクラナガンにあることから、首都名はクラナガンである模様。異世界であるが、地球との時間の流れの差異はほとんどない。
機械端末を用いて法術を制御する、魔法科学的で高度な文明が存在している。複数の異世界を認識・調査しており、異世界間の移動にはゲートを用いている。
テレビアニメ「魔法少女リリカルなのは」シリーズにも同じ世界名、首都名で登場しているが、アニメ版における「時空管理局」のような組織や、次元を渡る艦船は存在していない。
法術
本作の「魔法」の正式名称。魔法ではあるものの機械的に制御されており、プログラマブル・ルーンライターという端末を用いることで術式の変更などが行える。
飛行や元素変換などの物理的影響から、催眠や記憶操作などの精神的影響まで、幅広い用途が確認されている。リンディが言うには理論上は死者を蘇らせることも可能だが、相応の対価が必要であり、ミッドチルダでは過去一度も完全な成功例がないとのこと。
なのはが使用する魔法は「祈願実現型」という分類に属し、文字通り強く願うことで願いを叶えることができる、古典的魔法少女のような比較的アバウトなものである。
SF的な機械制御を使用している点はアニメ版と共通だが、本作の段階ではまだ何でもできるファンタジー的な魔法の側面が強い。
イデアシード
生物に寄生し、記憶を消化して膨大なエネルギーを発生させるミッドチルダの遺失技術。ヒドゥンに対抗するためにクロノが復活させ、海鳴市にばら撒いた。
魔力を持たない一般人には存在を認識できず、発動すると白いもや状の「ゴースト」が発生し、法術を用いてゴーストを結晶化することでエネルギーとして利用できる。なのはが結晶化すると白い結晶となり、クロノが結晶化すると青い結晶となる。
天文学的な低い確率でオーバードライブを起こし、命の危険が生じるほどに深く寄生してしまうことがある。この状態で無理に除去を行うと、記憶をすべて失う等の後遺症を宿主に残してしまう。
テレビアニメ版では遺失技術全般が「ロストロギア」と呼称され、イデアシードではなく所有者の願いを叶える結晶「ジュエルシード」が登場している。
ヒドゥン
時を壊す災害。ミッドチルダに過去幾度も襲来した時空の嵐であり、これの上陸を許した国は因果律の崩壊や時間の永久停止に見まわれ、数十年のうちに滅びてしまう。ヒドゥン自体は小さい嵐だが、襲来した場所を中心として急速に崩壊や停止が広がっていく。
ミッドチルダではこの嵐を防ぐために過去幾度も大きな犠牲を払っており、ときには数百人の命が失われたり、一つの国が消滅したこともある。
今回襲来した嵐はミッドチルダを含めた複数の世界を飲み込むほどの非常に巨大なものであった。
テレビアニメ版では異世界間規模の災害として、「次元震」が登場している。

### 主題歌・挿入歌
オープニングテーマ『リリカル・マジック 〜素敵な魔法〜』
作詞：都築真紀・Yuka、作曲・編曲：かっちん、歌：北都南
エンディングテーマ『君よ、優しい風になれ』
作詞：都築真紀・KOTOKO、作曲・編曲：高瀬一矢、歌：KOTOKO
挿入歌『See you 〜小さな永遠〜』
作詞：高瀬一矢・都築真紀、作曲・編曲：高瀬一矢、歌：KOTOKO・MELL

### サブタイトル
| 話数     | サブタイトル                              | シナリオ |
| -------- | ----------------------------------------- | -------- |
| 第一話   | 魔法の呪文は、リリカルなの!?              | 都築真紀 |
| 第二話   | 使命は暗中模索なの!?                      | 都築真紀 |
| 第三話   | きのうときょうと、あしたと夢のお話…なの!? | 都築真紀 |
| 第四話   | なのはに、ライバル出現なの!?              | 都築真紀 |
| 第五話   | 週末は特訓でパワーアップ!…なの!?          | 都築真紀 |
| 第六話   | 縁と絆のお話なの?                         | 都築真紀 |
| 第七話   | 思い出めぐりの旅路なの!?                  | 都築真紀 |
| 第八話   | たまには、のんびりお休みなの?             | 都築真紀 |
| 第九話   | 犬と、魔法と、再会と…なの?                | 都築真紀 |
| 第十話   | 友達と、これからと…なの!?                 | 都築真紀 |
| 第十一話 | 新しくて大切な、ともだち…なの?            | 都築真紀 |
| 第十二話 | 思い出は風の中に…なの…?                   | 都築真紀 |
| 最終話   | 「わがまま」                              | 都築真紀 |
| 第十四話 | ナイスでしょ?                             | 都築真紀 |

## 海鳴縦断ハイパー・クイズでPON
クイズゲーム。プレイヤーは『とらハ3』のヒロインを操作して、クイズ大会に参加し、歴代『とらハ』シリーズの登場人物とクイズで勝負する。時代設定は『魔法少女リリカルなのは（リリカルおもちゃ箱版）』と同じ（『とらハ3』本編の翌年）で、既に美沙斗が高町家の人々と知り合っている事から『リリカルなのは』より少し後の話と思われる。また、『DVD EDITION』のおまけシナリオでもこのクイズ大会の事について言及している事から、公式設定に加えられている。
問題は全て四択式で、特定のノルマに達せばステージクリア、不正解やタイムオーバー数が多いとゲームオーバーとなる（但し、直前のステージからコンティニューが可能）。
実行プログラムが『魔法少女リリカルなのは』と同一であるため、『DVD EDITION』やダウンロード版にも収録されている。各キャラのシナリオをクリアすると、らぶらぶパ〜トナ〜でそのキャラが選択可能になるパスワードが表示される。
選択したプレイヤーによって難易度が、対戦相手に応じてクイズのジャンルの内容が変化する。
- 難易度

イージー（高町美由希）
ノーマル（月村忍、城島晶&鳳蓮飛）
ハード（フィアッセ・クリステラ）
ベリーハード（神咲那美）
- ジャンル

動物・車（槙原愛）
法律・酒・タバコ（リスティ槙原）
ことわざ・九州・日本のお土産（神咲薫）
医療・薬（フィリス矢沢）
動物・食べ物（陣内美緒）
洋酒・狼（綺堂さくら）
音楽・大阪（椎名ゆうひ）
神社仏閣・和菓子・狐（神咲那美）
スポーツ・食べ物・日本の妖怪（久遠）
剣術・日本史（高町美由希）
童話・昔話・AV機器（高町なのは）
アメリカ知識（アイリーン・ノア）
スポーツ・空手（城島晶）
中国・中華料理（鳳蓮飛）
お菓子・西洋料理（高町桃子）
格闘技・ミリタリー（御神美沙斗、赤星勇吾）
機械・矢・ゲーム（月原忍）
人形・機械・ドイツ知識（ノエル・綺堂・エーアリヒカイト）
ことわざ・新潟・酒の肴（仁村真雪）
音楽・英国（ティオレ・クリステラ）

## その他収録コンテンツ
これらは『DVD EDITION』には収録されていない。
- 晶のダイナマイトハンマー
  - タイピングで晶を操作してレンを倒していくモグラ叩きゲーム。
- らぶらぶパ〜トナ〜
  - デスクトップアクセサリ。
- 設定資料集
- スクリーンセーバー
- 壁紙集
- サウンドトラックCD
  - 本作のCD-DA用メディアを兼ねているが、一応サントラCDという扱いになっており、通常のCDプレイヤーでも再生できる。さらに『3』本編も差分パッチを当てることでこのCDによるCD-DAでプレーすることができるようになる。『3』本編の曲に加え、ミニシナリオ版『魔法少女リリカルなのは』のオープニング・エンディングおよび新規BGM1曲が収録されている。

おまけ（サポート外）
- システムボイス集
  - なのは・ノエル・フィアッセ・フィリス・リンディ・レン・安次郎・久遠・晶・赤星・桃子・那美・忍・美沙斗・美由希
- 『とらハ3』店頭デモ用ムービー
- 次回作『ばぁじんぶるぅらぶ！』の紹介html・主題歌（MP3）・デモムービー
  - 当時の同社のゲームには慣習的に次回作の宣伝が収録されていた。